# Пустовійтівка
Пустові́йтівка — село в Україні, в Сумській області, Роменському районі. Населення становить 1252 особи. Входить до складу Роменської міської громади. До 2020 орган місцевого самоврядування — Пустовійтівська сільська рада. Відоме з 1252 року. На ближньому хуторі Пустовійтівки народився Петро Калнишевський.

## Географія

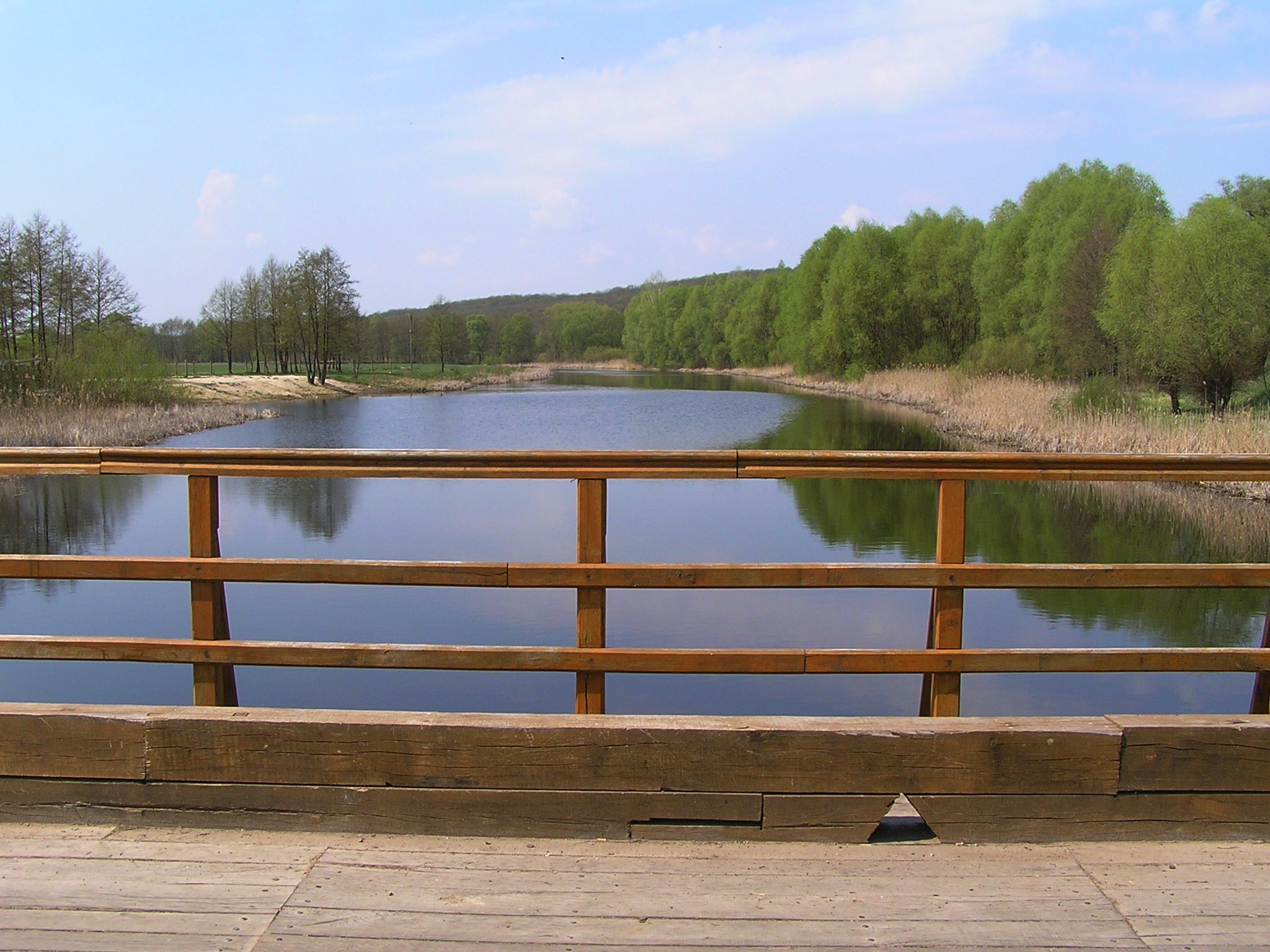
Ріка Сула

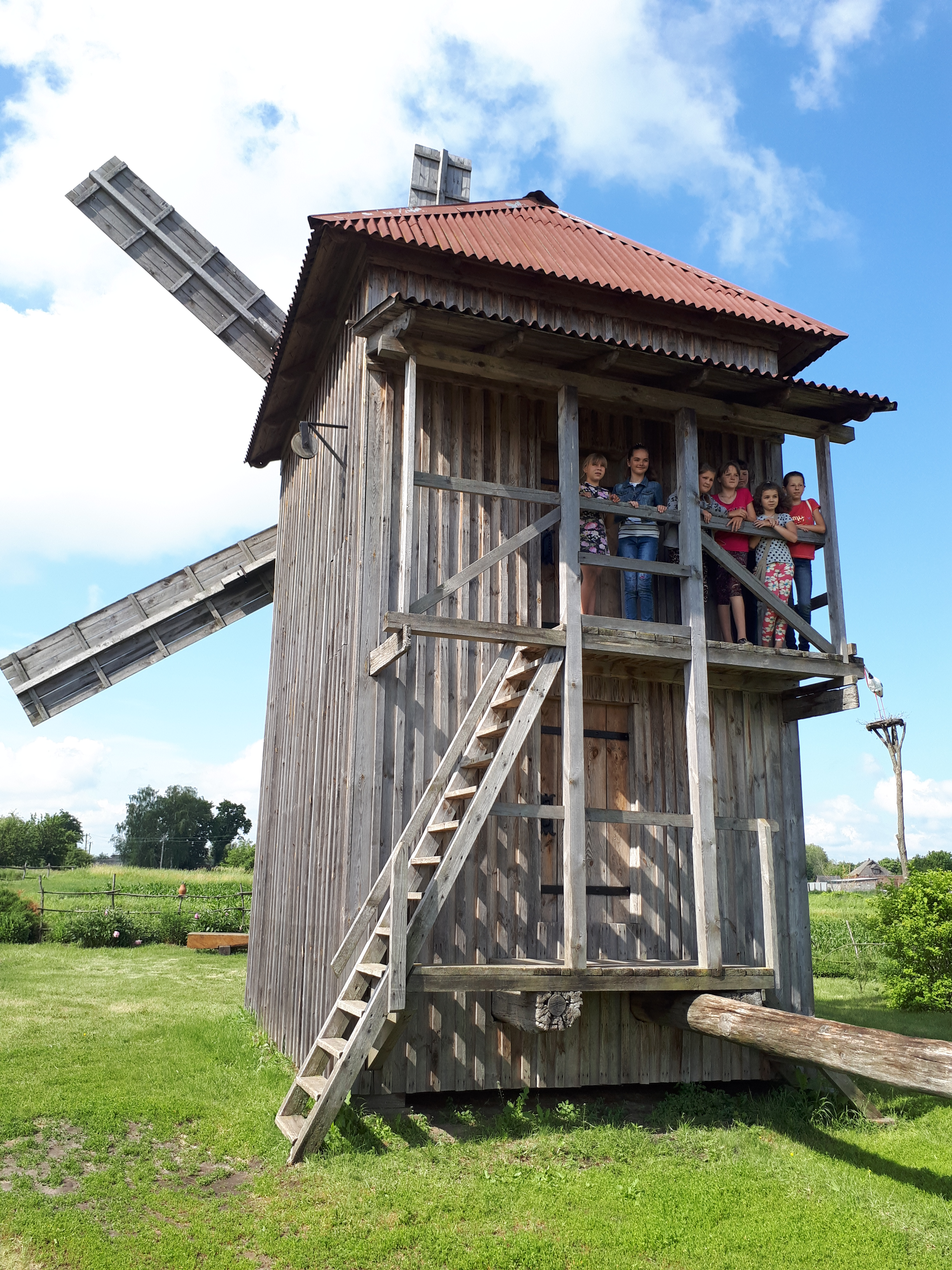
Вітряк XIX століття

Село Пустовійтівка розташоване на лівому березі річки Сула, вище за течією на відстані 1.5 км розташоване село Вовківці, нижче за течією на відстані 1 км — село Герасимівка, на протилежному березі — села Загребелля та Плавинище.
Річка у цьому місці звивиста, утворює лимани.
Поруч пролягає автомобільний шлях Н07.

## Назва
За переказами, назва села Пустовійтівки походить від прізвища козака Пустовійта, який заснував тут перше поселення. За іншою легендою, населення села від самого початку складалось переважно з козаків на чолі з сільським отаманом. Тут мешкало лише декілька родин селян, які навіть не мали свого старшого — війта і тому були приписані до сусіднього поселення, де переважали селяни. Тому село і отримало свою назву від того, що посада війта була відсутня, або пуста, звідси Пустовійтівка. Архівні документи вказують на існування сусіднього села Війтівки. В 1629 році Війтівку спалив військовий загін московського царя і після цього вона вже не відродилася.

## Історія

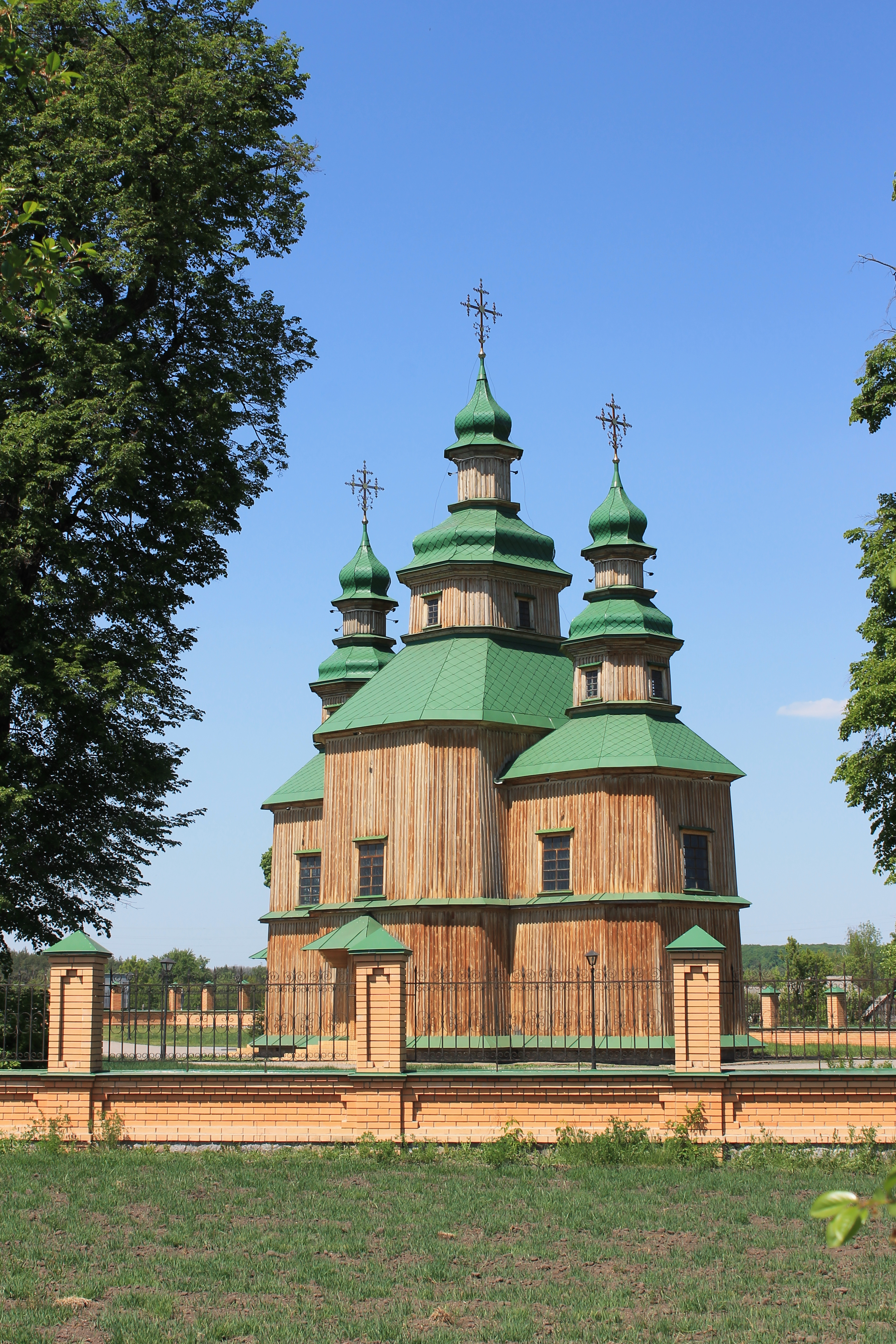
Церква Св. Трійці (1773 року, відновлена)

Історія села Пустовійтівки сягає в сиву давнину. Як засвідчують писемні джерела, котрі частково підтверджується архівним документами, перша згадка про село датується 1252 роком. В архівних джерелах є свідчення, що Пустовійтівка та Вовківці виникли після 1618 року і мали по 3-4 двори кожне. Масово почали селитись люди лише з 1624 року. За переписом в 1628 році Пустовійтівка вже мала 100 дворів, Війтівка — 50.
Село постраждало внаслідок Голодоморів - геноциду українського народу, проведеного комуністичним урядом СРСР 1923—1933 та 1946—1947 роках.
12 червня 2020 року, відповідно до розпорядження Кабінету Міністрів України № 723-р «Про визначення адміністративних центрів та затвердження територій територіальних громад Сумської області», село увійшло до складу Роменської міської громади.
19 липня 2020 року, в результаті адміністративно-територіальної реформи та ліквідації Роменського району(1930—2020), увійшло до складу новоутвореного Роменського району.

### Війна 2022 року
1 березня 2022 року біля села Bayraktar TB2 знищив стоянку російської техніки близько 80 одиниць (з них половина "Гради").

## Населення

### Мова
Розподіл населення за рідною мовою за даними перепису 2001 року:
| Мова       | Кількість | Відсоток |
| ---------- | --------- | -------- |
| українська | 1218      | 97.28%   |
| російська  | 32        | 2.56%    |
| білоруська | 2         | 0.16%    |
| Усього     | 1252      | 100%     |

## Пам'ятки

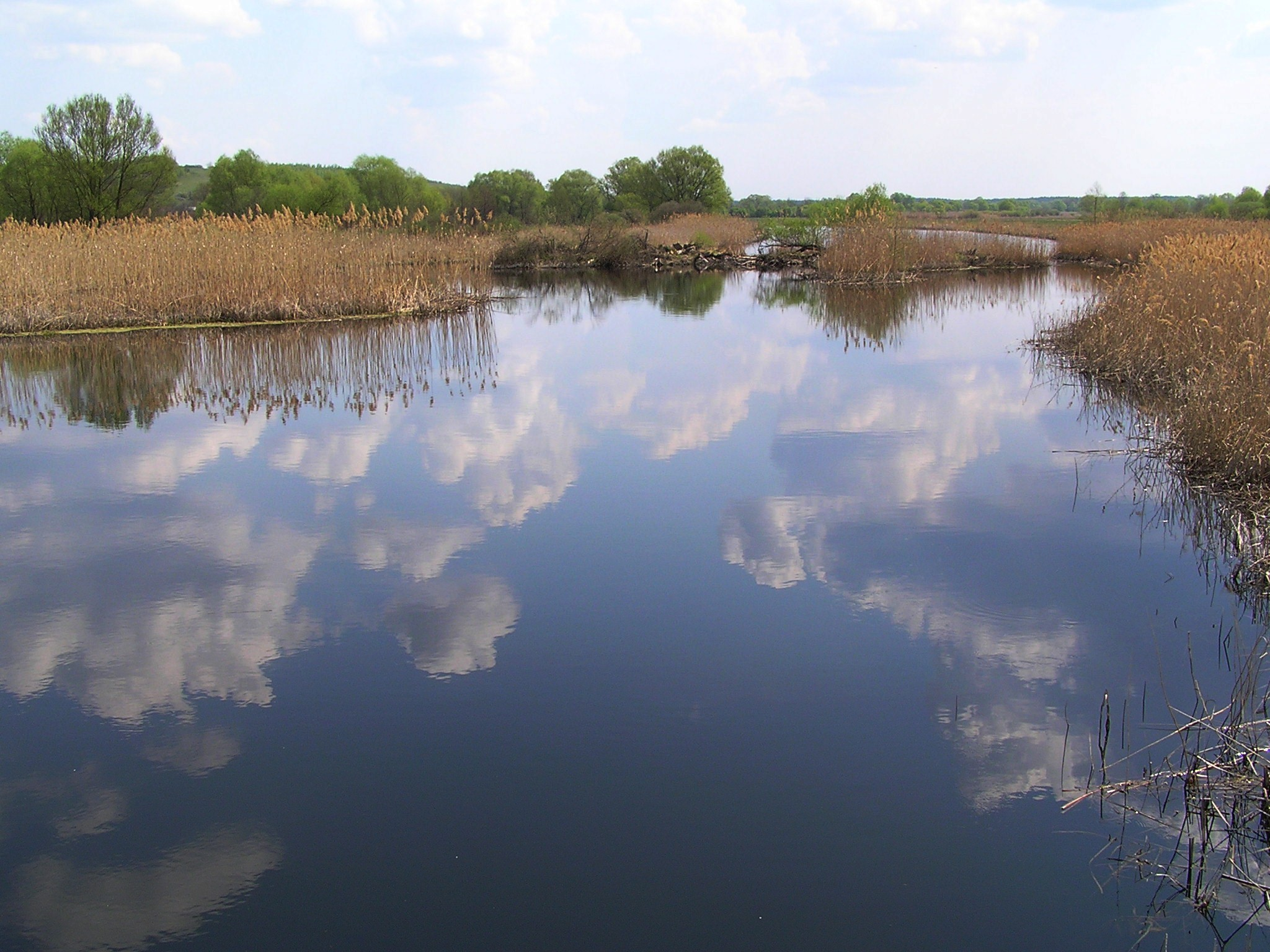
Гідрологічний заказник «Пустовійтівський заказник»

- Наподалік від села розташований скіфський курган, пам'ятка природи — пагорб Золотуха, а також гідрологічний заказник місцевого значення — «Пустовійтівський заказник».
- У селі є дві культові споруди — Свято-Миколаївський храм.[5] і Свято-Троїцька церква.

### Церква Святої Трійці
Церква уславилася тим, що була збудована у 1773 р. на кошти Петра Івановича Калнишевського. Старовинний храм був у прекрасному стані до 1929 року, коли його описав і сфотографував відомий мистецтвознавець Стефан Таранушенко. Через кілька років після цього храм, як і сотні інших на Лівобережжі, зруйнували комуністи в рамках кампанії по боротьбі з релігією. Остов церкви перебудували на клуб. У 80-х роках ХХ ст. споруда вже перетворилася на напівруїну. За часів В.А. Ющенка і за його сприяння козацьку церкву відбудували заново. Освячення відбулося 2006 року
У червні 2013 року із храму було викрадено 6 ікон (Івана Тобольського, Усікновення голови Івана Богословця, Спасителя, Вхід Господній в Єрусалим та 2 ікони Григорія Побідоносця), а також пожертвування парафіян.

## Вшанування Петра Калнишевського

Пам'ятник Петру Калнишевському у Пустовійтівці

Розпорядженням Президента України Віктора Ющенка «Про заходи щодо вшанування пам'яті останнього кошового отамана Запорізької Січі Петра Калнишевського» 14 листопада 2005 року передбачено створення у селі Пустовійтівка Роменського району історико–меморіального комплексу «Батьківщина кошового отамана Петра Калнишевського».

## Відомі люди

### Інші відомі уродженці
- Малиш Віталій Олександрович ( 27.04.1998 — 02.10.2022, с. Хрещенівка Нововоронцовський р-н, Херсонська обл.) — український військовик, учасник російсько-української війни[9].
- Коваленко Іван Маркович — новатор виробництва в нафтогазодобувній промисловості, буровий майстер Глинсько-Розбишівської партії Миргородської контори буріння Полтавської області. Депутат Верховної Ради УРСР 7—8-го скликань. Герой Соціалістичної Праці.
- Соловйов Микола (1981 — 24 грудня 2022) — український військовик, учасник російсько-української війни[9][10].
- Ховайко Олександр — український військовик, учасник російсько-української війни[11][12].